# Nieuw-Zeeland op de Olympische Zomerspelen 1948
Nieuw-Zeeland nam deel aan de Olympische Zomerspelen 1948 in Londen, Engeland. In tegenstelling tot de vorige editie werd geen medaille gewonnen.

## Deelnemers en resultaten
(m) = mannen, (v) = vrouwen, (g) = gemengd

### Atletiek
| Olympiër      | Discipline      | Resultaat | Prestatie                                             |
| ------------- | --------------- | --------- | ----------------------------------------------------- |
| Doug Harris   | 400m (m)        | DNS       | serie 3: niet gestart                                 |
| Doug Harris   | 800m (m)        | DNF       | serie 2: 2de in 1.56,6 halve finale 2: niet gefinisht |
| Harold Nelson | 5000m (m)       | 16e       | serie 1: 6de in 15.34,4                               |
| Harold Nelson | 10000m (m)      | onbekend  |                                                       |
| John Holland  | 400m horden (m) | 11e       | serie 3: 1ste in 54,6 halve finale 2: 6de in 53,9     |

### Boksen
| Olympiër   | Discipline | Resultaat | Prestatie                           |
| ---------- | ---------- | --------- | ----------------------------------- |
| Bob Goslin | -58kg (m)  | DNS       | 1ste ronde: V van URU Álvez: punten |

### Gewichtheffen
| Olympiër     | Discipline | Resultaat | Prestatie                                                                            |
| ------------ | ---------- | --------- | ------------------------------------------------------------------------------------ |
| Maurice Crow | -56kg (m)  | DNS       | drukken: 12de met 77,5kg trekken: 6de met 85kg stoten: 7de met 110kg totaal: 272,5kg |

### Wielersport
| Olympiër    | Discipline       | Resultaat | Prestatie      |
| ----------- | ---------------- | --------- | -------------- |
| Nick Carter | wegwedstrijd (m) | DNF       | niet gefinisht |

### Zwemmen
| Olympiër    | Discipline       | Resultaat | Prestatie                                            |
| ----------- | ---------------- | --------- | ---------------------------------------------------- |
| Ngaire Lane | 100m rugslag (v) | 11e       | serie 1: 2de in 1.18,8 halve finale 1: 7de in 1.19,0 |

Afghanistan · Argentinië · Australië · België · Bermuda · Birma · Brazilië · Brits-Guiana · Canada · Ceylon · Chili · Colombia · Cuba · Denemarken · Egypte · Filipijnen · Finland · Frankrijk · Griekenland · Groot-Brittannië · Hongarije · Ierland · IJsland · India · Irak · Iran · Italië · Jamaica · Joegoslavië · Libanon · Liechtenstein · Luxemburg · Malta · Mexico · Monaco · Nederland · Nieuw-Zeeland · Noorwegen · Oostenrijk · Pakistan · Panama · Peru · Polen · Portugal · Puerto Rico · Republiek China · Singapore · Spanje · Syrië · Trinidad en Tobago · Tsjecho-Slowakije · Turkije · Uruguay · Venezuela · Verenigde Staten · Zuid-Afrika · Zuid-Korea · Zweden · Zwitserland